# Tröbitz
Tröbitz település Németországban, azon belül Brandenburgban. Lakosainak száma 643 fő (2023. december 31.).

## Népesség
A település népességének változása:
| Lakosok száma | 697  | 685  | 673  | 682  | 643  |
|               | 2017 | 2019 | 2021 | 2022 | 2023 |